# Étourneau unicolore
Sturnus unicolor
Espèce
Statut de conservation UICN

 LC  : Préoccupation mineure
L’Étourneau unicolore (Sturnus unicolor) est une espèce de passereaux de la famille des Sturnidae. Très similaire à l'Étourneau sansonnet dont il diffère principalement par sa couleur noire uniforme, l'étourneau unicolore se rencontre surtout sur le pourtour méditerranéen.

## Description

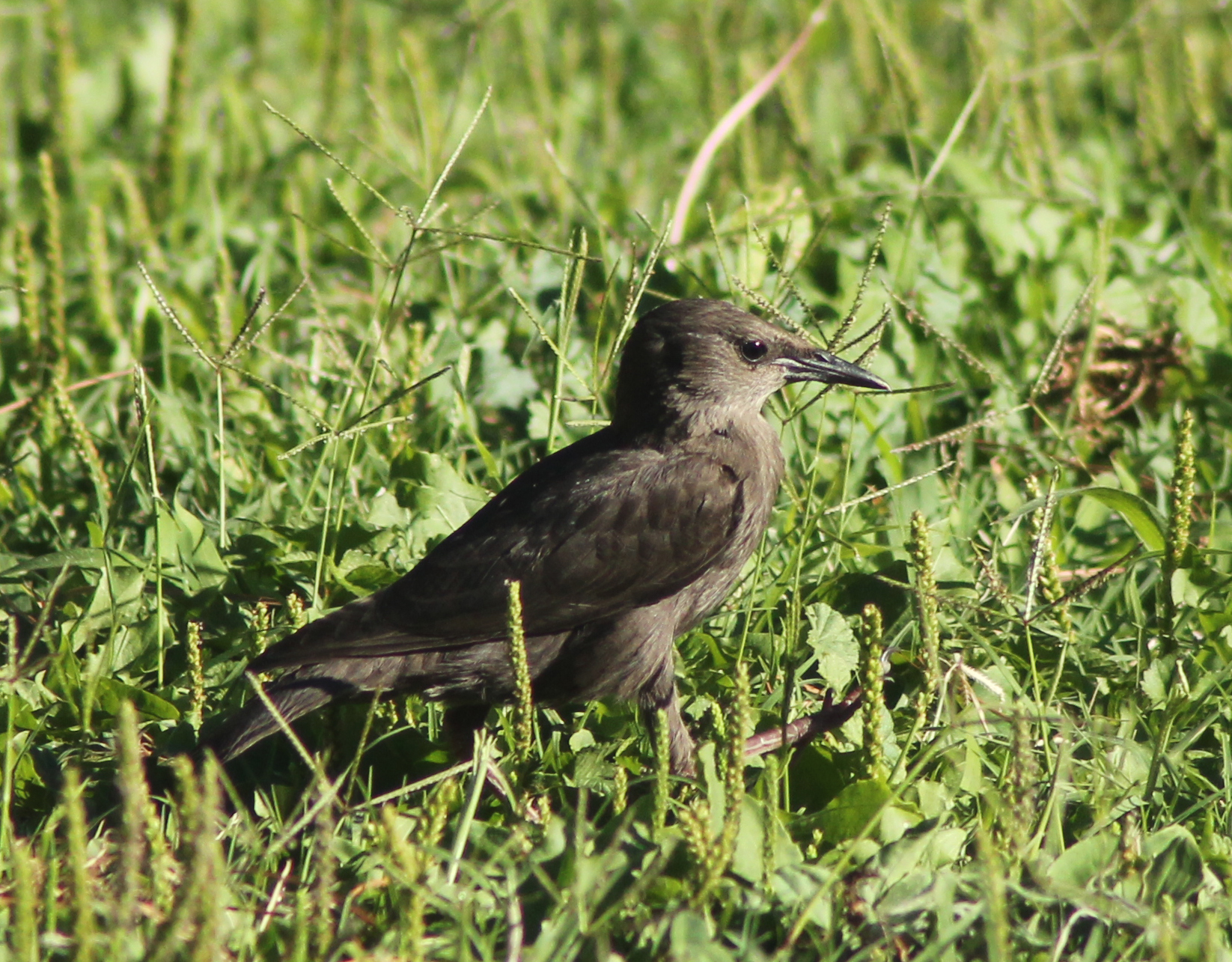
L'étourneau unicolore juvénile présente un plumage brun.

L'étourneau unicolore mesure en moyenne entre 22 et 23 centimètres et pèse entre 70 et 100 grammes pour les femelles et entre 80 et 115 grammes pour les mâles.
Le corps est rond, le bec plutôt long et la queue courte.
Le plumage est intégralement noir avec des reflets métalliques iridescents. En dehors de la saison de reproduction, le plumage comporte des multiples taches blanches à l’extrémité de ses plumes sur le dos, la tête et la poitrine. L'iris est brun,.
Un dimorphisme sexuel est présent. La femelle est généralement moins brillante que le mâle. En période de reproduction, le bec de ce dernier est jaune et la base de son maxillaire inférieur est bleutée, tandis qu'elle est rosée chez la femelle. Cette dernière présente un cercle clair autour de son iris que n'a pas le mâle,.
Les juvéniles sont bruns.

### Vocalisations
Analogues à celle de l'Etourneau sansonnet, mais plus stridentes. Chant comprenant des sifflements étirés- "pi-iiiiou". Émet aussi de petits claquements.[réf. nécessaire]

## Comportement

### Alimentation
Il s'agit d'une espèce omnivore, dont le régime alimentaire varie selon les saisons. En automne, l'étourneau unicolore absorbe principalement des fruits sauvages ou cultivés (cerises, prunes, olives), des graines, parfois des céréales, alors qu'au printemps et en été, il se nourrit principalement de petits invertébrés, notamment des coléoptères. Il peut également consommer de petits amphibiens et lézards,.

### Comportement social
L'Étourneau unicolore est une espèce particulièrement sociale. Comme l'Étourneau sansonnet auquel il peut occasionnellement se mêler lorsqu'ils se côtoient dans les mêmes zones, il peut former de grands rassemblements d'individus.

### Reproduction

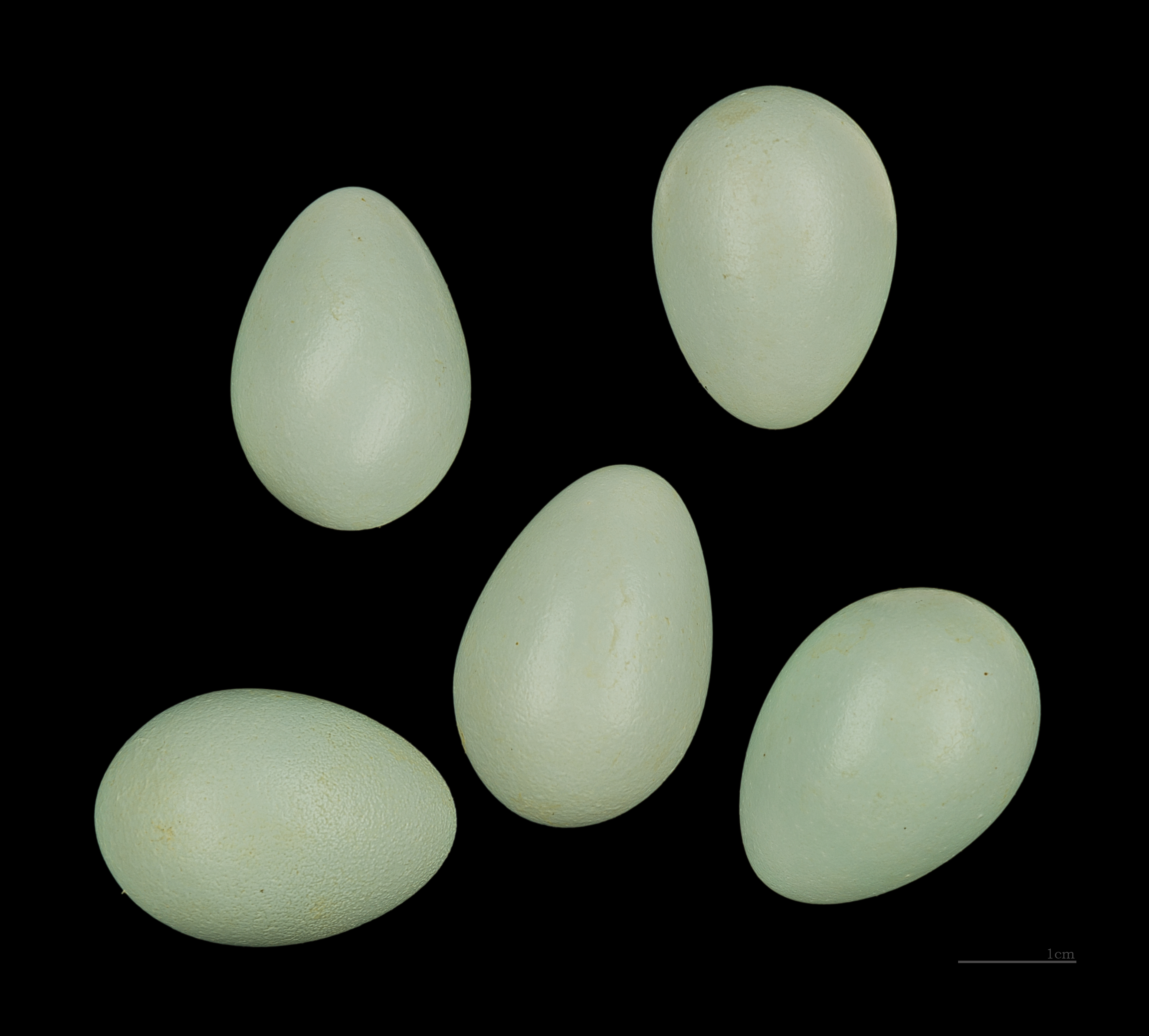
Œufs d'étourneau unicolore - Muséum de Toulouse.

La saison de reproduction s'étend d'avril à la mi-juillet. Il niche en colonies, mais est la plupart du temps monogame ; les deux sexes participent à la construction du nid, qui est composé d'herbes sèches et tapissé d'herbes, de racines, de feuilles et de plumes. Il se situe généralement dans un trou dans le sol ou dans un arbre, mais aussi dans des constructions humaines. La femelle pond entre 3 et 5 œufs ; il y a souvent deux couvées. L'incubation dure 11 jours, et est essentiellement réalisée par la femelle. Les jeunes sont autonomes à partir de l'âge de 3 semaines. Il peut s'hybrider avec l'Étourneau sansonnet.

## Répartition et habitat

### Distribution géographique
Son aire de répartition s'étend depuis l'Espagne et le Portugal, en Corse, en Sardaigne, en Sicile et jusqu'au Nord de l'Afrique (Maroc, Algérie, Tunisie, Libye). L'étourneau unicolore est également retrouvé en Grèce et à Malte. Son aire de répartition chevauche également celle de l'étourneau sansonnet, notamment en Espagne et dans le Sud de la France.
L'Étourneau unicolore est principalement sédentaire.

### Habitat
L'étourneau unicolore occupe des zones ouvertes, généralement avec des herbes courtes ; cela inclut des terres agricoles et des zones périurbaines. Il vit jusqu'à 2 500 m d'altitude.

## Systématique
L'espèce Sturnus unicolor a été décrite pour la première fois par le zoologiste néerlandais Coenraad Jacob Temminck en 1820. Elle ne possède qu'une seule sous-espèce.